# Lysiterminae
Lysiterminae (лат.) — подсемейство стебельчатобрюхих перепончатокрылых семейства браконид.

## Описание
Мелкие наездники-бракониды. Эти наездники являются эндопаразитоидами личинок насекомых.

## Систематика
Иногда рассматривается в качестве трибы Lysitermini в составе Rogadinae или Exothecinae (из которого некоторые трибы выделяют в отдельные подсемейства: Lysiterminae, Pambolinae, Rhysipolinae, Hormiinae).
В 1995 году Ван Ахтерберг повысил статус трибы Lysitermini до уровня подсемейства и в 1996 включил две трибы: Lysitermini и Tetratermini van Achterberg, 1996.
Lysitermini
- Acanthormius Ashmead, 1906[12]
- Afrotritermus Belokobylskij, 1995[13]
- Atritermus Belokobylskij, Zaldívar-Riverón & Quicke, 2007[14]
- Aulosaphanes Belokobylskij, 2004[15]
- Aulosaphes Muesebeck 1935[16][17]
- Aulosaphoides[18][19]
- Austrolysitermus Belokobylskij, 1999[20]
- Carinitermus  van Achterberg, 2000
- Lysitermus Förster, 1862
- Neolysitermus Belokobylskij & Quicke, 1999[21]
- Tritermus van Achterberg, 1982[22]

Tetratermini
- Katytermus  van Achterberg, in van Achterberg & Steiner, 1996[23][7][23]
- Platyrmus Belokobylskij, 1992[24]
- Tetratermus Wharton, 1993[7][25][26]